# IGS 위성
IGS 위성은 일본의 정찰위성이다. Information Gathering Satellite의 약자이다.
1998년 북한이 대포동 1호를 일본 상공을 지나게 발사하면서, 그에 대한 대응으로 시작되었다. 이 계획의 주요 임무는 이웃한 적성국의 미사일 발사 준비 징후를 관찰하는 것이다. 대규모 재해의 감시에도 사용한다. 내각이 직접 통제하고 있다.
광학위성과 레이다 위성과 데이터중계위성의 3종류가 있다. 광학 위성은 가시광선과 적외선을 합성하여 사진을 촬영할 수 있는 다중파장 센서도 탑재된다. 설계 수명은 5년에서 실험 위성의 설계 수명은 2년 또는 3년이다.
IGS는 해상도를 우선으로 설계되어 있기 때문에 일본이 발사 민간의 ALOS 위성 시리즈보다 관측 범위가 좁다. ALOS 위성 외에도 일본의 민간 및 수출용으로는 소형 지구 관측 위성 시리즈의 ASNARO 위성 시리즈가 존재한다. ASNARO 새로운 설계 사상으로 개발 된 것으로, 소형 경량으로 저가격이면서, 광학위성은 해상도50cm 급을 달성했다. 그러나 관측 범위와 연속 촬영 능력과 일부 기능은 IGS나 ALOS보다 못하다.
2003년 11월 29일 H-IIA 로켓의 발사가 실패했다. 레이다 1호와 레이다 2호는 전원 계의 문제에서 수명보다 일찍 고장했다.

## 연표
| 날짜 (UTC)       | 위성           | 위성 (NORAD)   | 해상도            | 발사체    | 발사 | 운용 |
| ---------------- | -------------- | -------------- | ----------------- | --------- | ---- | ---- |
| 2003년 3월 28일  | 광학 1호       | IGS 1A, IGS 1B | 1m                | H-IIA F5  | 성공 | 퇴역 |
| 2003년 3월 28일  | 레이다 1호     | IGS 1A, IGS 1B | 1m - 3m           | H-IIA F5  | 성공 | 퇴역 |
| 2003년 11월 29일 | 광학 2호       | N/A            | 1m                | H-IIA F6  | 실패 | ―    |
| 2003년 11월 29일 | 레이다 2호     | N/A            | 1m - 3m           | H-IIA F6  | 실패 | ―    |
| 2006년 9월 11일  | 광학 2호       | IGS 3A         | 1m                | H-IIA F10 | 성공 | 퇴역 |
| 2007년 2월 24일  | 레이다 2호     | IGS 4A, 4B     | 1m - 3m           | H-IIA F12 | 성공 | 퇴역 |
| 2007년 2월 24일  | 광학실험 3호   | IGS 4A, 4B     | 60cm              | H-IIA F12 | 성공 | 퇴역 |
| 2009년 11월 28일 | 광학 3호       | IGS 5A         | 60cm              | H-IIA F16 | 성공 | 퇴역 |
| 2011년 9월 23일  | 광학 4호       | IGS 6A         | 60cm              | H-IIA F19 | 성공 | 퇴역 |
| 2011년 12월 12일 | 레이다 3호     | IGS 7A         | 1m                | H-IIA F20 | 성공 | 현역 |
| 2013년 1월 27일  | 레이다 4호     | ?              | 1m                | H-IIA F22 | 성공 | 현역 |
| 2013년 1월 27일  | 광학실험 5호   | ?              | 40cm              | H-IIA F22 | 성공 | 퇴역 |
| 2015년 2월 1일   | 레이다 예비    | IGS            | 1m                | H-IIA F27 | 성공 | 현역 |
| 2015년 3월 26일  | 광학 5호       | IGS OPTICAL 5  | 30 cm - 40cm      | H-IIA F28 | 성공 | 현역 |
| 2017년 3월 17일  | 레이다 5호     |                | 50 cm             | H-IIA F33 | 성공 | 현역 |
| 2018년 2월 27일  | 광학 6호       | IGS OPTICAL 6  | 30 cm             | H-IIA F38 | 성공 | 현역 |
| 2018년 6월 12일  | 레이다 6호     |                | 50 cm             | H-IIA F39 | 성공 | 현역 |
| 2020년 2월 9일   | 광학 7호       |                | 30 cm 보다 고성능 | H-IIA F41 | 성공 | 현역 |
| 2020년 11월 29일 | 데이터중계 1호 |                |                   | H-IIA F43 | 성공 | 현역 |
| 2023년 1월 26일  | 광학 7호       |                |                   | H-IIA F46 | 성공 | 현역 |